# Каменната стража
„Каменната стража“, известен и като „Паметникът на Ивайло“ е паметник край Котел, посветен на Битката при Девина, в която цар Ивайло разбива византийските нашественици.
Паметникът се намира на 5 км югоизточно от Котел и е част от композиция, включваща и намиращата се на отсрещния бряг статуя на лъв.

## История
Възползвайки се от междуособиците в България, византийският император Михаил VIII Палеолог решава да подкрепи съперника на Ивайло за престола в Търново, Иван Асен III и изпраща в негова помощ 10-хилядна войска, водена от протовестиария Мурин. В битката в Котленския проход на 12 юли 1279 г. Ивайло разгромява ромеите. В негова чест на това място са издигнати паметници.

## Композиция
Скулптурната група „Каменната стража“ се състои от трима големи каменни воини на Ивайло пред крепостта „Девина“. Намира се на мястото на Битката при Девина в Котленския проход, край крепостта Девина, като символ на силата на Втората българска държава.